# Avernakø

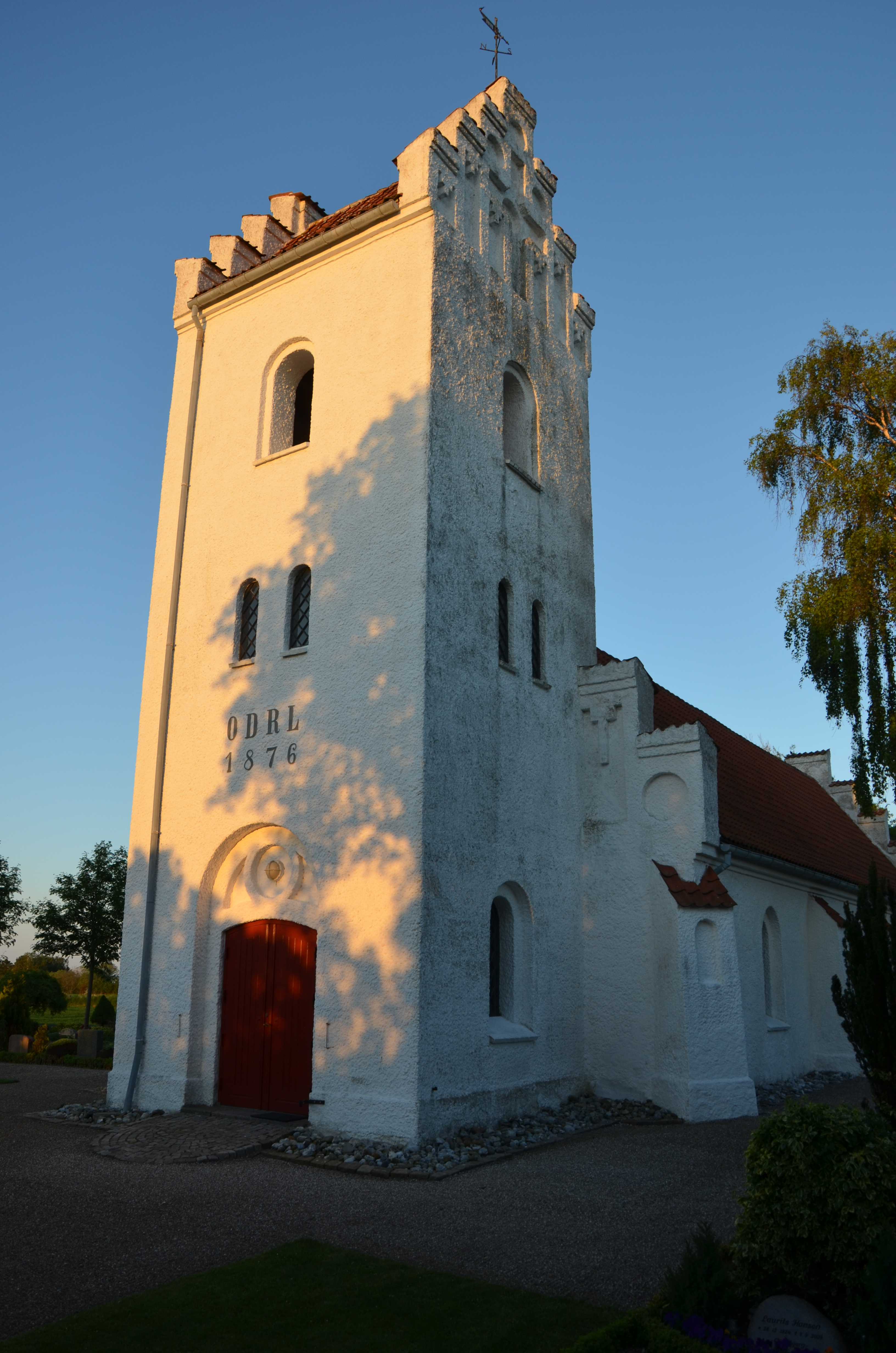
Avernakø Kirke

Avernakø (deutsch Avernakö) ist eine dänische Insel in der „Dänischen Südsee“ südlich von Fünen und bildet eine eigene Kirchspielsgemeinde (dänisch: Sogn) Avernakø Sogn.

## Gemeindegliederung
Dieser gehörte bis zur dänischen Kommunalreform von 1970 zur Harde Sallinge Herred im damaligen Svendborg Amt, danach zur Faaborg Kommune im Fyns Amt, die wiederum im Zuge der Kommunalreform zum 1. Januar 2007 in der Faaborg-Midtfyn Kommune in der Region Syddanmark aufging.
Avernakø gehört zum Verband dänischer Kleininseln.
Avernakø hat eine Fläche von 5,86 km² und 112 Bewohner (1. Januar 2023). Die Insel bestand ursprünglich aus den beiden Inseln Avernak und Korshavn, die 1937 durch einen 700 Meter langen Damm verbunden wurden. Lebensgrundlage ist die Landwirtschaft.

## Sehenswürdigkeiten
Avernakø ist bekannt für seine Maibäume in Avernak By und Munke. Ansonsten gibt es Maibäume nur auf der Insel Strynø. Der Maibaum von Avernak By ist der größte und in seiner Form der ursprünglichste Dänemarks. Am Pfingstsamstag versammeln sich die Männer des Dorfes um den Baum. Mit Hilfe von langen Stangen legen sie ihn nieder, entfernen den alten Schmuck, teeren den Stamm, schmücken ihn neu und richten ihn wieder auf.
Auf der Insel befinden sich drei vorzeitliche Dolmen, (Munke Rund- und Langdysse, sowie der Avernak By Runddysse) auf dem Stendyssegård (Bauernhof) der der besterhaltene ist.

## Verkehr
Es gibt eine Fährverbindung nach Fåborg (Südfünen) und nach Lyø.

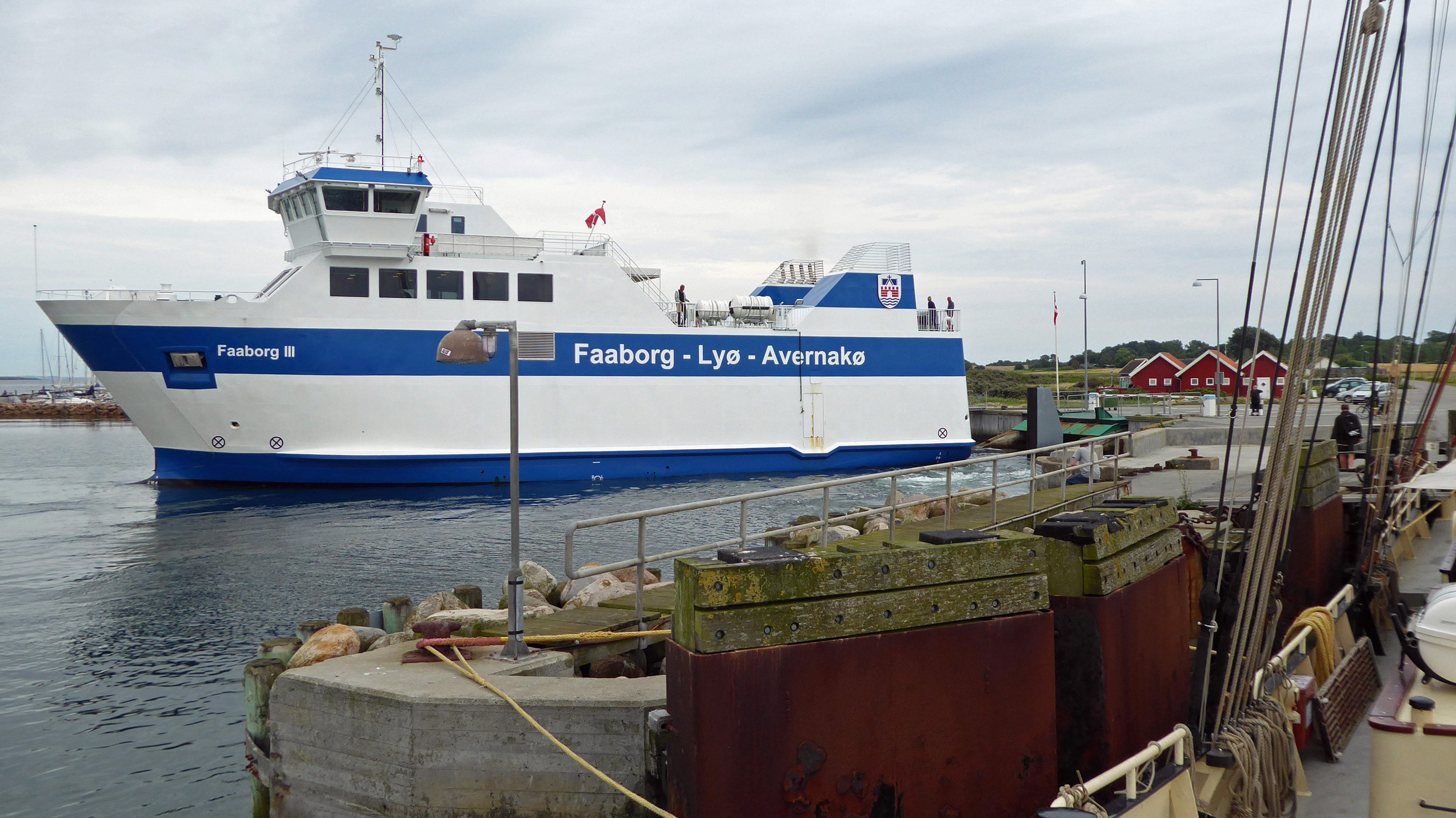
Fähre Faaborg III 2017 in Avernakö